# Tiberiu Brediceanu

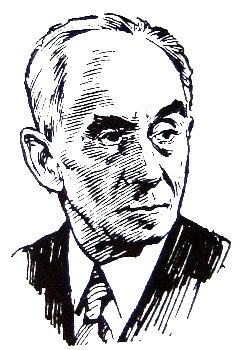
Tiberiu Brediceanu

Tiberiu Brediceanu (* 20. März 1877 in Lugoj, Österreich-Ungarn, heute Rumänien; † 19. Dezember 1968 in Bukarest) war ein rumänischer Komponist und Politiker.
Brediceanu studierte in Blaj und Brașov. Er war dabei, als in Cluj das Nationaltheater, das Konservatorium und die Oper gegründet wurden. In der Legislaturperiode von November 1919 bis März 1920 war Brediceanu Abgeordneter der Partidul Țărănesc im Unterhaus. Später wurde er Direktor der Bank „Albina“ in Brașov und wirkte von 1941 bis 1944 als Generaldirektor der Opera Națională București.
Brediceanu komponierte Sinfonische Tänze sowie Lieder und Balladen für Gesang und Klavier. Daneben gab er eine Sammlung von 170 Volksmelodien heraus und schrieb mehrere Werke über das rumänische Volkslied. Er war der Sohn des Politikers Coriolan Brediceanu (1849–1909), der Bruder des Diplomaten Caius Brediceanu (1879–1953) und von Cornelia Brediceanu (1897–1965), der späteren Frau Lucian Blagas, sowie der Vater des Komponisten und Dirigenten Mihai Brediceanu (1920–2005).

## Werke
- Transilvania, Banatul, Crișana și Maramureșul în port, joc și cîntec (Transsilvanien, das Banat, Crișana und Maramureș in Tracht, Tanz und Lied), choreographische Suite für Chor und Klavier, 1905
- La șezătoare (Der Spinnabend), lyrische Szenen, 1908
- Seara mare (Der hohe Abend), lyrische Szenen, 1924
- La seceriș (Bei der Ernte), 1936